# Frauengefängnis Freetown
Das Frauengefängnis Freetown (englisch Freetown Female Correctional Center) ist das zentrale Gefängnis für Frauen im westafrikanischen Sierra Leone. Es wird vom Sierra Leone Correctional Services betrieben. 
Das Gefängnis gilt als modernste Haftanstalt des Landes und ist nur eine von zweien überhaupt, die nicht von massiver Überbelegung gekennzeichnet sind. Die Haftbedingungen der Frauen gelten als deutlich besser als in Haftanstalten für Männer. Gemeinsame Haftanstalten gibt es landesweit nicht (Stand 2018). 2018 waren etwa 90 Frauen und ihre Kinder inhaftiert.
Die Aus- und Fortbildung sowie rechtlichen Beistand organisiert vor allem die zivile Hilfsorganisation AdvocAid.

## Geschichte
Das Gefängnis diente 2003 bis 2006 als Untersuchungshaftanstalt des Sondergerichtshofs für Sierra Leone. 2009 wurde diese an den sierra-leonischen Staat übergeben und wird seit Mai 2010 als Frauenhaftanstalt genutzt. Ab 2012 wurden fünf Zellen der Haftanstalt für bis zu zwei Jahre  für die Durchsetzung von Ordnungsmitteln gegen in die Hauptprozesse des Sondergerichtshof involvierte Personen genutzt.